# Mesoclistus casalei
Mesoclistus casalei är en stekelart som beskrevs av Scaramozzino 1986. Mesoclistus casalei ingår i släktet Mesoclistus och familjen brokparasitsteklar. Inga underarter finns listade i Catalogue of Life.